# Raïon de Sovetskaïa Gavan
Le raïon de Sovetskaïa Gavan (en russe : Сове́тско-Га́ванский райо́н, Sovetsko-Gavanski raïon) est une subdivision administrative (raïon) et une municipalité (raïon municipal) du kraï de Khabarovsk, en Russie. Le raïon fait partie de la région d'Extrême-Orient russe. Son centre administratif est la ville de Sovetskaïa Gavan, et il compte en tout 9 localités, réparties dans 5 municipalités. Sa population s'élevait à 36 866 habitants en 2023.